# Goma tragacanto
La goma tragacanto es un polisacárido obtenido por incisión de tallos de varias especies de Astragalus, que se encuentran en regiones montañosas de Turquía, Siria, Irak, Irán y Rusia.

## Producción
La formación de la goma tragacanto es completamente distinta a la de la goma arábiga, pues la goma exuda inmediatamente después de herir el árbol y, por tanto, estará preformada en la planta, mientras que la goma arábiga se produce lentamente después de la herida. Un corte del tallo de la planta muestra que las membranas celulares de la médula y radios medulares se transforman gradualmente en goma, proceso denominado gomosis. La goma absorbe agua y da lugar a una considerable presión dentro del tallo.

## Recolección
La mayoría de las plantas de las que se recolecta el tragacanto crecen una altitud de 1,000-3,000 m. La goma puede obtenerse de las plantas en su primer año, pero sería de baja calidad y no adecuada para uso comercial. Así, las plantas son sangradas en el segundo año. El recolector utiliza una pieza de madera con forma de cuña para forzar la apertura de la incisión, de forma que la goma exude más libremente. La cuña se deja generalmente en el corte entre 12 y 24 horas.

## Características
La goma es de color blanco o blanco amarillento muy pálido, traslúcida y córnea. Se rompe con fractura breve, es inodora y tiene ligero sabor. Cuando se pone en agua, la goma tragacanto se hincha, dando una masa gelatinosa, pero solo se disuelve una pequeña porción.

## Usos
La goma tragacanto se emplea en farmacia como agente de suspensión para polvos insolubles o como agente aglutinante en píldoras y comprimidos. Su utilización como sustitutivo en la industria de la alimentación está en declive.